# Schloss Altenhof

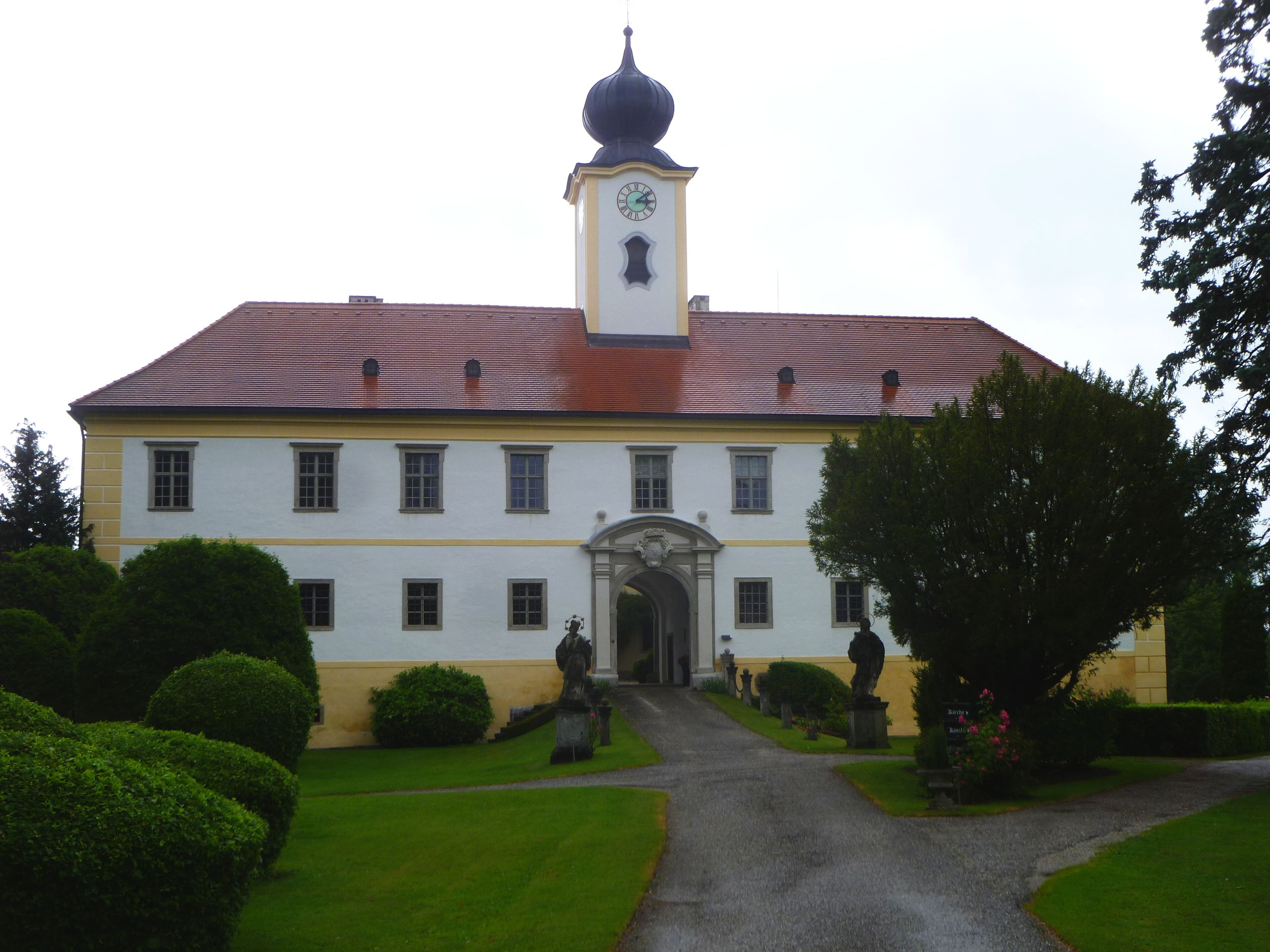
Schloss Altenhof

Das Schloss Altenhof ist ein Schloss in Altenhof (Gemeinde Pfarrkirchen im Mühlkreis) im Bezirk Rohrbach in Oberösterreich. Es ist in den Jakobsweg Oberes Mühlviertel eingebunden.

## Geschichte
Das Schloss Altenhof wurde erstmals 1204 urkundlich erwähnt. Damaliger Besitzer war Wernhardus de Altinhoven. Altenhofen gehörte wie die Burg Falkenstein zur Grundherrschaft der Falkensteiner, einem mächtigen Herrschaftsgeschlecht, das im 13. Jahrhundert die Erschließung des Gebietes nördlich der Donau betrieb. Durch die Heirat der letzten Erbtochter von Falkenstein mit Budiwoy von Skalitz ging die Herrschaft Falkenstein an die Herren von Krumau über, eine Nebenlinie der Witigonen. Sohn der beiden war der sich nach dem Falkensteiner Erbe bezeichnende Zawisch von Falkenstein († 1290), der nach 1277 nach einem Aufstand gegen den böhmischen König Ottokar II. Přemysl zur führenden Persönlichkeit in Böhmen aufstieg. Zawisch wurde im Jänner 1289 gefangen genommen und von König Wenzel II. seiner Besitzungen verlustig erklärt, was Herzog Albrecht I. von Österreich zum Anlass nahm, Burg Falkenstein zu belagern und die Besatzer durch Aushungern zur Übergabe zu bewegen. Nach der Besitzergreifung durch die Habsburger wurde Altenhofen durch Burggrafen verwaltet, verpfändet oder als Lehen vergeben, ähnlich wie die Burg Falkenstein. 1303 wird Leopold von Jedesberg als Burggraf genannt.

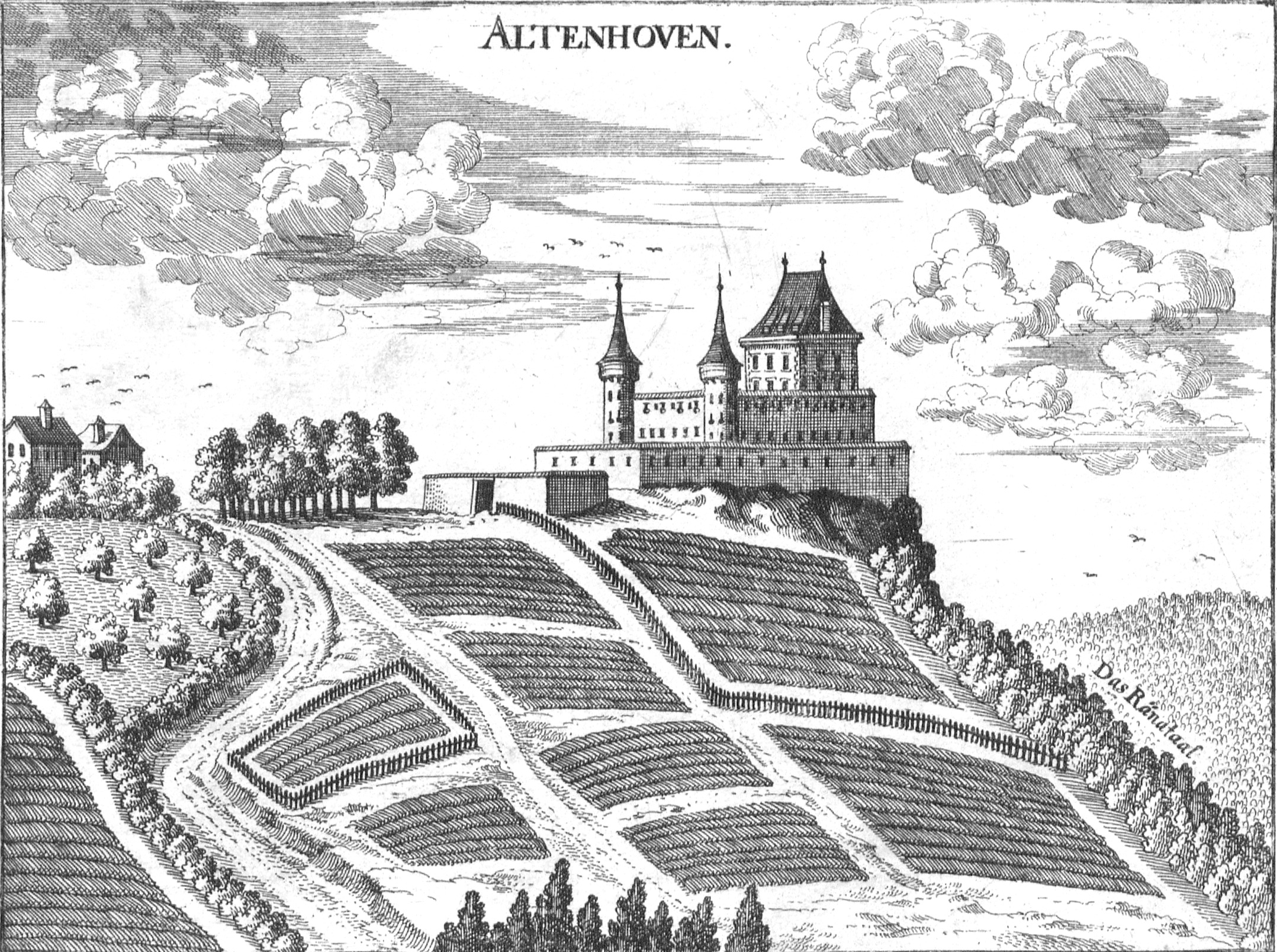
Schloss Altenhof nach Stich von Georg Matthäus Vischer von 1674

Anfang des 15. Jahrhunderts kam Altenhofen als Lehen an die Jagenreuter. 1452 verkauften die Brüder Balthasar, Siegmund und Erasmus Tagenreuter ein Drittel des Besitzes an die Melabrunner. Der letzte dieser Familie war Dankwart Melabrunner († 1475, begraben in der Kirche von Pfarrkirchen). Von 1485 bis 1602 waren die Hörleinsperger Lehensinhaber. Nach dem Tod Ulrich (IV.) Herleinsperger kam es 1602 in den Besitz der Herren von Salburg, die es mit Falkenstein vereinigten und auch umbauten. 1605 wurden sie zu Freiherren „von Salburg zu Aichperg und Falkenstain“ und 1665 in den Grafenstand erhoben. Sie blieben bis heute die Besitzer.
Im Jahre 1682 brannte die Burg völlig ab und wurde von Graf Johann Reichard von Salburg in der heutigen Form wiederaufgebaut. Es wurde auch eine Kapelle errichtet, die 1708 zu Ehren der hl. Maria geweiht wurde. 1724 wurden Schloss und Kapelle durch ein Feuer erneut zerstört, nachher aber wieder aufgebaut. Die barocke Schlosskirche gilt als die größte private Schlosskirche Österreichs und ist im Inneren reich mit Stuck verziert. Die Schlosskapelle ist dem hl. Josef und der seligen Jungfrau vom Berge Karmel geweiht.
Bis 1958 wurde das Schloss als Altersheim des Bezirkes Rohrbach verwendet.

## Schloss Altenhof heute
Die Räumlichkeiten des Schlosses stehen heute für Hochzeiten, Feierlichkeiten und Seminare zur Verfügung. Im Schlossareal befindet sich auch eine Schlossgärtnerei, die frei zugänglich ist. Die Schlosskirche ist an Sonntagen um 8 Uhr geöffnet.
Seit 1981 organisiert Clemens Hellsberg, von 1997 bis 2014 Vorstand der Wiener Philharmoniker, jeden Sommer Benefizkonzerte zu Gunsten des Malteser Hospitaldienstes.
Das Schloss ist im Besitz der Familie Salburg-Falkenstein und der eigentliche Schlosstrakt ist nicht für die Öffentlichkeit zugänglich.

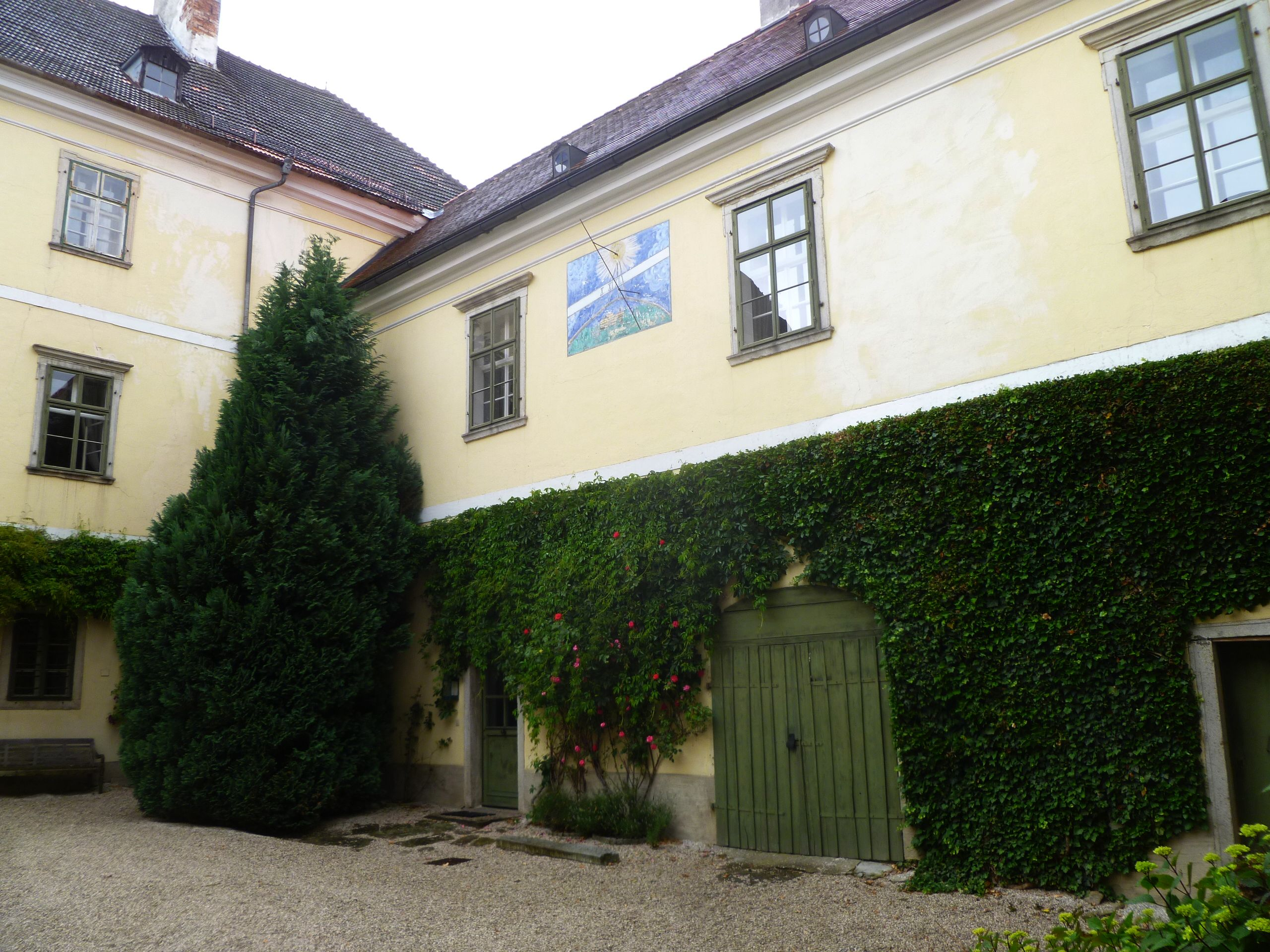
Innenhof
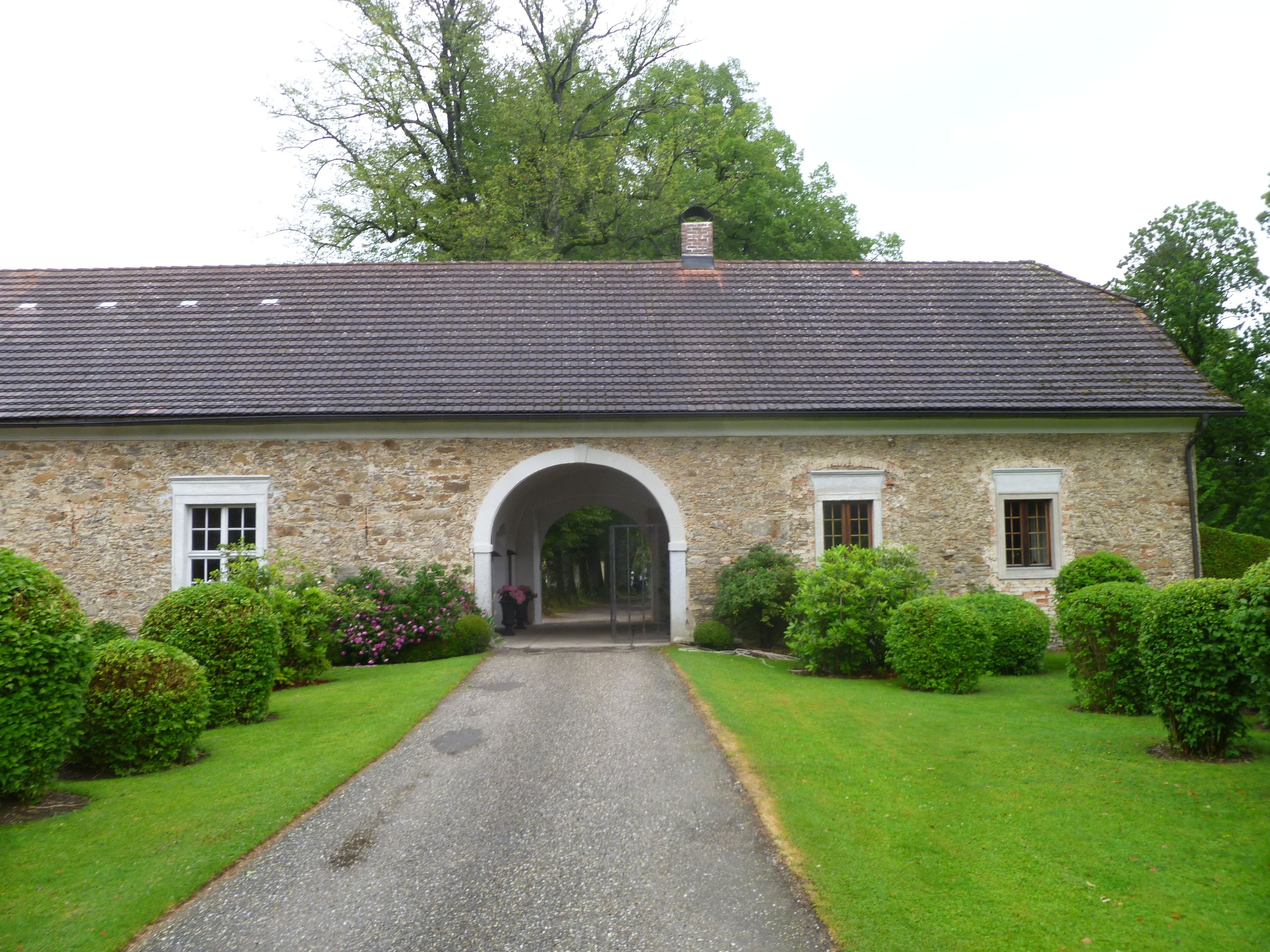
Eingangstrakt
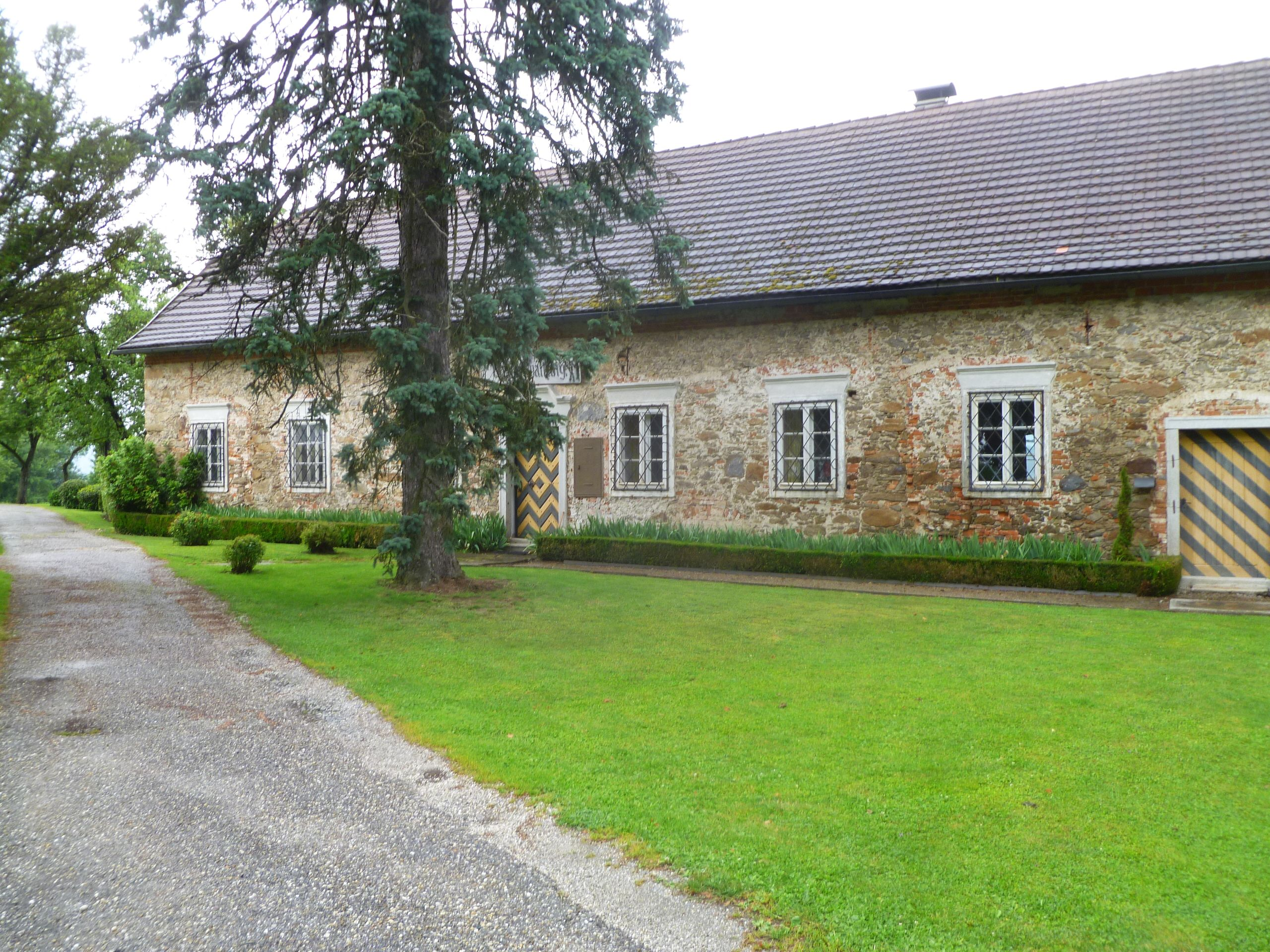
Gutsverwaltung
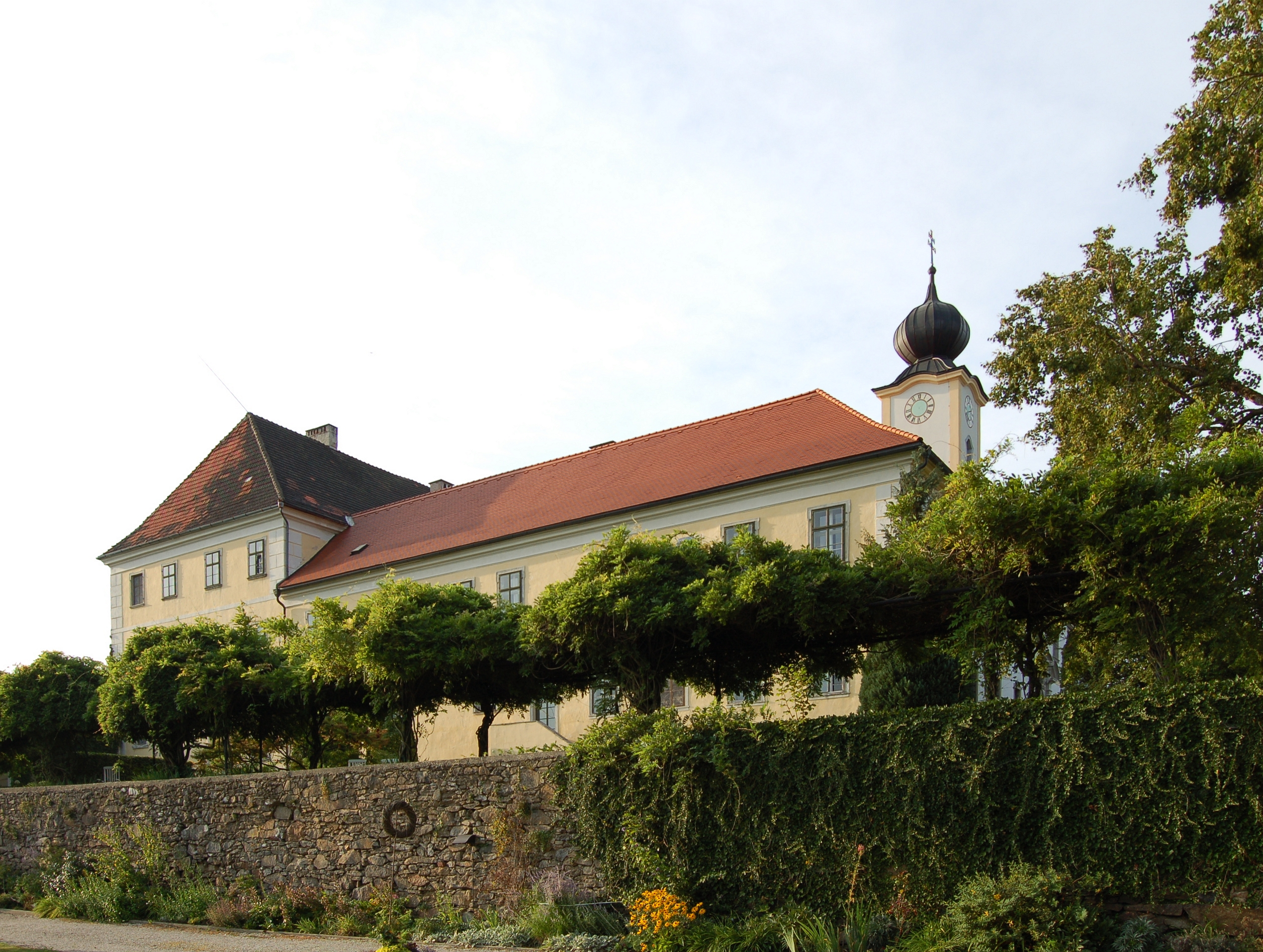
Südflügel
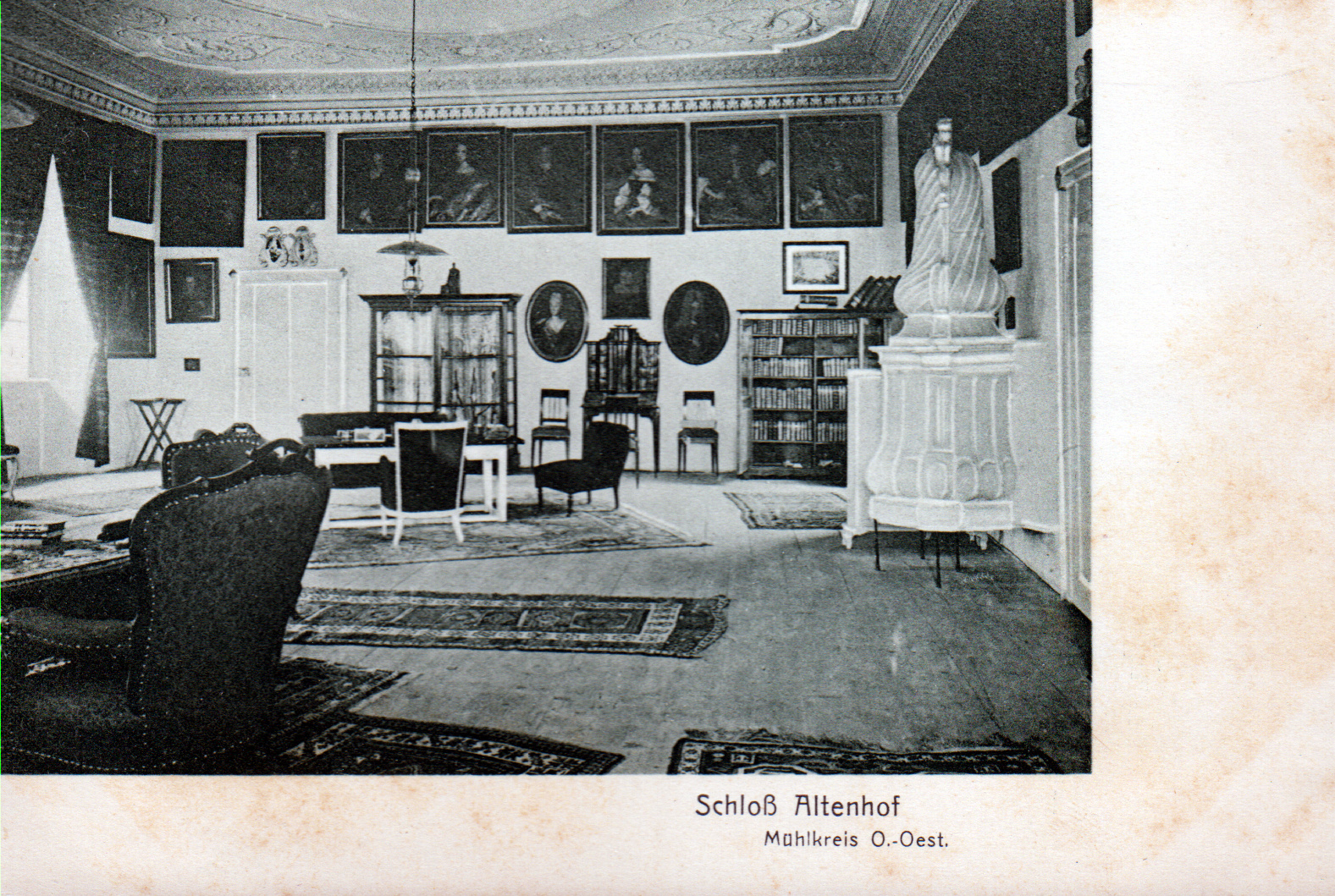
Raum im Schloss (1910)